# Darkness Within: Sulle tracce di Loath Nolder
Darkness Within: Sulle tracce di Loath Nolder è un videogioco di tipo punta e clicca del 2009, sviluppato da Zoetrope Interactive e pubblicato in Italia da Adventure Productions. È il primo capitolo della serie di Darkness Within. La trama, i personaggi e le ambientazioni del gioco, si richiamano alle opere di H. P. Lovecraft. Il gioco è completamente doppiato in italiano.
Il 14 novembre 2014 il gioco è stato distribuito sulla piattaforma Steam.

## Modalità di gioco
Darkness Within: Sulle tracce di Loath Nolder è un'avventura grafica in prima persona, con visuale libera a 360 gradi. Il motore grafico del gioco supporta la gestione delle luci dinamiche, su fondali pre-renderizzati. Il giocatore può affrontare l'avventura con tre livelli di difficoltà: Standard, Detective e Senior Detective, caratterizzati da una progressiva diminuzione - fino all'assenza totale nel livello Senior Detective - di aiuti e suggerimenti automatici.
Nel corso dell'avventura il giocatore è spesso chiamato ad esaminare scritti di varia natura per ricavarne degli indizi, sottolineandoli, utili alle indagini.
In un'apposita finestra dell'interfaccia di gioco, verranno elencati tutti i pensieri e le nozioni apprese da Howard nel corso delle indagini; questi elementi possono essere riesaminati in qualsiasi momento e combinati tra loro (o con gli oggetti presenti in inventario), per generare nuove deduzioni e progredire quindi nell'approfondimento di vicende primarie e secondarie, legate alla storia del gioco.

### Stile
Il gioco è ricco di richiami agli elementi tipici dello stile narrativo di H. P. Lovecraft. L'accento è posto sull'approfondimento psicologico del protagonista e sulla sua inesorabile discesa nel tunnel della pazzia. Le sequenze di indagine sono spesso interrotte da frangenti onirici, incubi che giorno dopo giorno spingono Howard a interrogarsi su quanto sia sottile la linea che separa la realtà dall'immaginazione. Il gameplay risulta condizionato dalle fasi psicologiche del personaggio principale: con l'aumentare della paura, i suoni verranno sovrastati dal battito cardiaco e dal respiro ansimante di Howard, mentre l'inquadratura comincerà a tremare e in alcuni casi i giocatore perderà addirittura il controllo della visuale.
Gli ambienti oscuri, caratterizzati da luci soffuse e ampi tratti bui, vedono spesso ritratte aree sotterranee o vecchi edifici isolati.

## Accoglienza
| Testata                           | Giudizio |
| --------------------------------- | -------- |
| Metacritic (media al 12-3-2021)   | 52/100   |
| GameRankings (media al 9-12-2019) | 55,50%   |
| IGN                               | 5,1/10   |
| GameSpot                          | 3,5/10   |

Il gioco ha ricevuto valutazioni prevalentemente basse dalla critica specializzata e dai revisori.
IGN ha assegnato al gioco un punteggio di 5,1 su 10, criticandone "gli enigmi sciatti", "il ritmo lento e deliberato" e "la grafica particolarmente scarsa", affermando però che se si riesce a ignorare questi difetti "la follia di Lovecraft può essere divertente". GameSpot ha lodato "il solido doppiaggio" del gioco, ma ne ha criticato "la trama e l'andamento noiosiamente cupi e pignoli", "l'interfaccia scomoda e fastidiosa" e "la grafica insignificante", affermando infine che "il fatto che il gioco sia facilmente dimenticabile è probabilmente la sua più grande grazia salvifica".